# Nicolao Manuel Dumitru Cardoso
Nicolao Manuel Dumitru Cardoso (Nacka, Suècia, 12 d'octubre de 1991) és un futbolista italià. Juga de davanter i el seu club actual és el Johor Darul Ta'zim de la lliga de Malàisia.

## Biografia
Nascut a Suècia de pare romanès i mare brasilera, es va mudar amb la seva família a Empoli, a Toscana (Itàlia), als set anys.

## Trajectòria
Es va formar a la cantera de l'club local, debutant amb el primer equip la temporada 2008/09 a la Serie B (segona divisió italiana). El 31 d'agost de 2010 va ser cedit amb opció de compra al Nàpols, amb el qual va fer el seu debut a la Serie A el 22 de setembre del mateix any, davant l'Chievo Verona. Al final de la temporada, el club el va adquirir al 100%, cedint-lo a l'Empoli FC. Aquí va marcar el seu primer gol com a professional, el 27 d'agost, contra el Juve Stabia. Durant aquella temporada va jugar 25 partits, realitzant 4 gols.
El 22 de juny de 2012 l'Empoli i el Nàpols van acordar la renovació de la copropietat del jugador, que el juliol va ser cedit al Ternana Calcio i successivament a l'AS Cittadella i al Reggina Calcio. El 13 d'agost de 2014 va passar a cedit al GAS Veroia grec, on va debutar el 24 d'agost següent en el partit de local contra el Xanthī AO, marcant un gol.
El 25 d'agost de 2015, el Nàpols el va cedir a la US Latina de la Serie B italiana, on va fer 34 partits i 7 goles. El 31 d'agost de 2016, va ser cedit al Nottingham Forest FC anglès.
L'1 d'agost de 2017 va fichar per l'AD Alcorcón de la Segona Divisió. El gener de 2018 rescindeix el contracte amb l'equip madrileny i fitxa fins al 2020 pel Club Gimnàstic de Tarragona.

## Internacional
Ha estat internacional amb la Selecció Sub-19 d'Itàlia en 10 ocasions, debutant el 22 de setembre de 2009 davant la Selecció danesa. Amb la Sub-20 ha jugat 9 partits, marcant dos gols: va ser convocat per primera vegada el 30 de setembre de 2010, per a disputar el "Torneig Quatre Nacions Sub-20". En la mateixa competició va marcar el seu primer gol contra la Selecció alemanya